# Alphonse Massamba-Débat
Alphonse Massamba-Débat (Nkolo, 11 febbraio 1921 – Brazzaville, 25 marzo 1977) è stato un politico della Repubblica del Congo.

## Biografia
Dall'agosto 1963 al settembre 1968 è stato Presidente ad interim della Repubblica del Congo.
Nel 1963 è stato anche per alcuni mesi Primo ministro.
Si unì all'Unione Democratica per la Difesa degli Interessi Africani di Fulbert Youlou quando il Paese ottenne l'indipendenza nel 1960 e ricoprì negli anni successivi alcuni incarichi governativi.
Nell'agosto 1963 venne eletto Presidente e dichiarò partito unico nazionale il suo Movimento Rivoluzionario Nazionale, iniziando una campagna nazionalista. Nel 1968 venne deposto da un colpo di Stato guidato da Marien Ngouabi. Otto anni dopo è stato accusato di aver complottato l'assassinio di Ngouabi e per questo gli fu inflitta la pena di morte.
Nella città di Brazzaville gli è stato dedicato lo stadio "Alphonse Massamba-Débat".